# Sainte-Brigitte-des-Saults
Sainte-Brigitte-des-Saults es un municipio parroquial canadiense situado en la provincia de Quebec.

## Superficie
Sainte-Brigitte-des-Saults tiene una superficie de 70,79 km².

## Demografía
En 2021, tenía 737 habitantes, una densidad poblacional de 10,4 hab./km², y 321 viviendas.